# Itsaso (Guipuscoa)
Pour les articles homonymes, voir Itsaso (homonymie).
Itsaso en basque ou Ichaso en espagnol est une commune du Guipuscoa dans la communauté autonome du Pays basque en Espagne.
En 1965, Ezkio-Itsaso est fondé et est issu des deux villages Ezkio et Itsaso. En 2017, Ezkio et Itsaso se sépare pour devenir deux municipalités distinctes 

## Étymologie
Itsaso signifie aussi bien la mer que genêt. Bien que la localité se trouve éloignée de la côte (des dizaines de kilomètres) on a voulu voir une relation entre la mer et le nom du village, puisque l'ermitage de Kizkitza située à Itsaso a une longue tradition de marins et pêcheurs, qui avaient une grande dévotion pour cette invocation mariale, située loin de la côte. Le plus probable est qu'Itsaso soit un phytonyme comme Ezkioga, qui signifie 'lieu où le genêt abonde', itsas ou isats (genêt) suivi du suffixe -tzu (abondant). Tout comme les villages d'Itsaso, Itsasondo, Itxassou ou Jatxou ou Jaxu, on retrouve ce toponyme un peu partout à travers le Pays basque.
Jusqu'en 1980 la municipalité a été officiellement appelée Ezquioga-Ichaso, puis en 1981 Ezkioga-Itsaso (adaptation du nom à la graphie basque).
Le gentilé des habitants de la municipalité est itsasoarrak.

## Géographie
Itsaso est enclavé dans un endroit assez montagneux du centre de la province du Guipuscoa.

## Quartiers
Au village d'Itsaso, on accède à travers une route locale qui sort d'Alegi et qui arrive au village après 3,5 km de montée. C'est aussi un noyau de quelques maisons autour de l'église paroissiale.

## Histoire
La première mention écrite sur Itsaso apparaît dans un document dans lequel les habitants du village présentent leurs plaintes au roi castillan Enrique III en protestant pour la violation des Juridictions en 1399 par un collecteur d'impôts, et en demandant au roi que ces pratiques disparaissent. Itsaso a été, apparemment, un des villages fondateurs de la mairie d'Arería. En 1461 le roi Enrique IV a accordé à Itsaso la faculté de choisir le maire d'Areria.

## Économie
Itsaso était traditionnellement des municipalités rurales. Toutefois, actuellement seulement 3 % de la population active est consacré à ces tâches.
Actuellement, il faut souligner le secteur industriel dans la municipalité. Le manque de terrain industriel dans les municipalités voisines du Urola Garaia comme Zumarraga ont rendu propice que dans les dernières décennies de nombreuses PME industrielles s'installent à Itsaso. Celles-ci ont été affirmées le long de la route GI-632 qui unit Zumarraga avec Beasain et qui passe par le quartier de Sainte Lutzi-Anduaga, où se trouve un polygone industriel.
Les 17 entreprises installées dans la municipalité emploient presque 500 travailleurs, un chiffre qui est presque comparable à la population de la municipalité et qui dépasse largement la population active d'Ezkio et Itsaso. Ceci est expliqué parce que l'industrie locale emploie principalement des gens des municipalités proches, particulièrement ceux du Urola Garaia. Les entreprises de la municipalité sont très diversifiées et appartiennent à des secteurs différents : il y a des entreprises de machine-outil, des structures métalliques, fabrication de pièces en fibre de verre, logiciel, équipements d'aspiration, fusions, fabrication de béton, etc.